# Jonathan Copete
Jonathan Copete Valencia (ur. 23 stycznia 1988 w Cali) – kolumbijski piłkarz z obywatelstwem wenezuelskim występujący na pozycji lewego skrzydłowego, obecnie zawodnik brazylijskiego Santosu FC.

## Kariera klubowa
Copete pochodzi z miasta Cali. Zorganizowane treningi piłkarskie rozpoczynał w lokalnej szkółce juniorskiej Nueva Generación, należącej do reprezentanta kraju Faryda Mondragóna. W wieku szesnastu lat – za pośrednictwem jednego ze skautów – przeniósł się do Argentyny, gdzie dołączył do rezerw zespołu Club Almagro. W stołecznym Buenos Aires spędził kilka miesięcy, nie potrafiąc się jednak przebić do pierwszej drużyny, natomiast po powrocie do ojczyzny bezskutecznie starał się o zatrudnienie w Américe Cali. Profesjonalną karierę rozpoczął w sąsiedniej Wenezueli, gdzie w październiku 2005 podpisał umowę z klubem Trujillanos FC z miasta Valera. W wenezuelskiej Primera División zadebiutował w 2005 roku za kadencji szkoleniowca Pedro Very, zaś premierowego gola strzelił 19 lutego 2006 w zremisowanym 1:1 spotkaniu z Atlético El Vigía. Ogółem w barwach Trujillanos spędził dwa lata, jako rezerwowy i nie odnosząc większych osiągnięć.
W lipcu 2007 Copete odszedł do drugoligowego, nowo powstałego zespołu Atlético Trujillo (dotychczas rezerwach Trujillanos). Tam szybko został wiodącą postacią ekipy; na koniec sezonu 2008/2009 wywalczył z Trujillo awans do najwyższej klasy rozgrywkowej, a sam został królem strzelców drugiej ligi wenezuelskiej (z piętnastoma golami na koncie). Bezpośrednio po promocji klub został jednak rozwiązany (wszedł w fuzję z Realem Esppor), wobec czego gracz powrócił do Trujillanos FC – wówczas beniaminka pierwszej ligi. W 2009 roku dotarł z nim do finału pucharu Wenezueli – Copa Venezuela, a po roku spędzonym w Trujillanos przeszedł do ekipy Zamora FC. W sezonie 2010/2011 zdobył z Zamorą wicemistrzostwo Wenezueli, a także po raz drugi z rzędu doszedł do finału Copa Venezuela. W zespole z siedzibą w Barinas spędził rok, będąc jedną z największych gwiazd ligi wenezuelskiej.
W lipcu 2011 Copete został ściągnięty przez trenera Arturo Boyacę – który pracował wcześniej w Wenezueli i znał go z występów w tamtejszej lidze – do prowadzonego przez niego klubu Independiente Santa Fe ze stołecznej Bogoty. Tym samym powrócił do ojczyzny po sześciu latach, w Categoría Primera A debiutując 27 sierpnia 2011 w wygranej 3:0 konfrontacji z Deportes Tolima, zaś pierwszą bramkę zdobył 2 października tego samego roku w zremisowanym 3:3 meczu z Junior. W wiosennym sezonie Apertura 2012 zdobył z Santa Fe tytuł mistrza Kolumbii, będąc wiodącym piłkarzem ekipy Wilsona Gutiérreza. To właśnie jego bramka w rewanżu dwumeczu finałowego z Deportivo Pasto (1:0) dała stołecznemu klubowi pierwsze od trzydziestu siedmiu lat mistrzostwo kraju.
W lipcu 2012 Copete za sumę trzech milionów dolarów (za 50% praw do jego karty zawodniczej) przeszedł do argentyńskiego CA Vélez Sarsfield. W argentyńskiej Primera División zadebiutował 13 sierpnia 2012 w zremisowanym 0:0 pojedynku z Independiente. Ze względu na sporą konkurencję o miejsce w składzie (rywalizował z graczami takimi jak Alejandro Cabral, Iván Bella, Federico Insúa czy Mauro Zárate) i pewnym stopniu również kontuzje, pełnił głównie rolę rezerwowego w taktyce szkoleniowca Ricardo Gareki. W jesiennym sezonie Inicial 2012 zdobył z Vélezem mistrzostwo Argentyny, kolejny tytuł wywalczył w 2013 roku w ramach Copa Campeonato (w praktyce był to superpuchar Argentyny, argentyńska federacja uznała go jednak jako mistrzostwo kraju). Łącznie w barwach Vélezu występował przez półtora roku – miał okazać się godnym następcą Juana Manuela Martíneza – lecz został powszechnie uznany za rozczarowanie. W styczniu 2014 powrócił do Independiente Santa Fe, gdzie spędził sześć miesięcy bez poważniejszych osiągnięć.
W lipcu 2014 Copete zasilił krajowego giganta i ówczesnego mistrza Kolumbii – klub Atlético Nacional z miasta Medellín. Od razu został podstawowym graczem ekipy prowadzonej najpierw przez Juana Carlosa Osorio, a następnie przez Reinaldo Ruedę. Jeszcze w tym samym roku doszedł do finału drugich co do ważności rozgrywek Ameryki Południowej – Copa Sudamericana. W jesiennym sezonie Finalización 2015 wywalczył swoje drugie mistrzostwo Kolumbii, a także zajął z Nacional drugie miejsce w superpucharze kraju – Superliga Colombiana. W 2016 roku zdobył natomiast Superliga Colombiana, a także był członkiem drużyny, która triumfowała w najbardziej prestiżowych rozgrywkach kontynentu – Copa Libertadores. Sam jednak odszedł z klubu jeszcze przed decydującymi o zwycięstwie meczami. W barwach Nacional spędził ogółem dwa lata.
W maju 2016 Copete za sumę 1,5 miliona dolarów przeniósł się do brazylijskiego Santos FC. W tamtejszej Campeonato Brasileiro Série A zadebiutował 29 czerwca 2016 w przegranym 2:3 spotkaniu z Grêmio, podczas którego zdobył również pierwszego gola w nowym zespole. W sezonie 2016 zdobył z Santosem wicemistrzostwo Brazylii.

## Kariera reprezentacyjna
W 2013 roku Copete otrzymał wenezuelskie obywatelstwo – sam zawodnik często podkreślał swoje związki z tym krajem (tam spędził pierwsze sześć lat kariery, jego żona jest Wenezuelką, w Wenezueli urodził się jego syn). Kilkakrotnie uznawał możliwość występów w reprezentacji Wenezueli, lecz ostatecznie zdecydował się na reprezentowanie kolumbijskiej kadry. W reprezentacji Kolumbii zadebiutował za kadencji selekcjonera José Pekermana, 15 listopada 2016 w przegranym 0:3 spotkaniu z Argentyną w ramach eliminacji do Mistrzostw Świata w Rosji.